# Province de Virú
La province de Virú (en espagnol : Provincia de Virú) est l'une des douze  provinces de la région de La Libertad, au Pérou. Son chef-lieu est la ville de Virú.

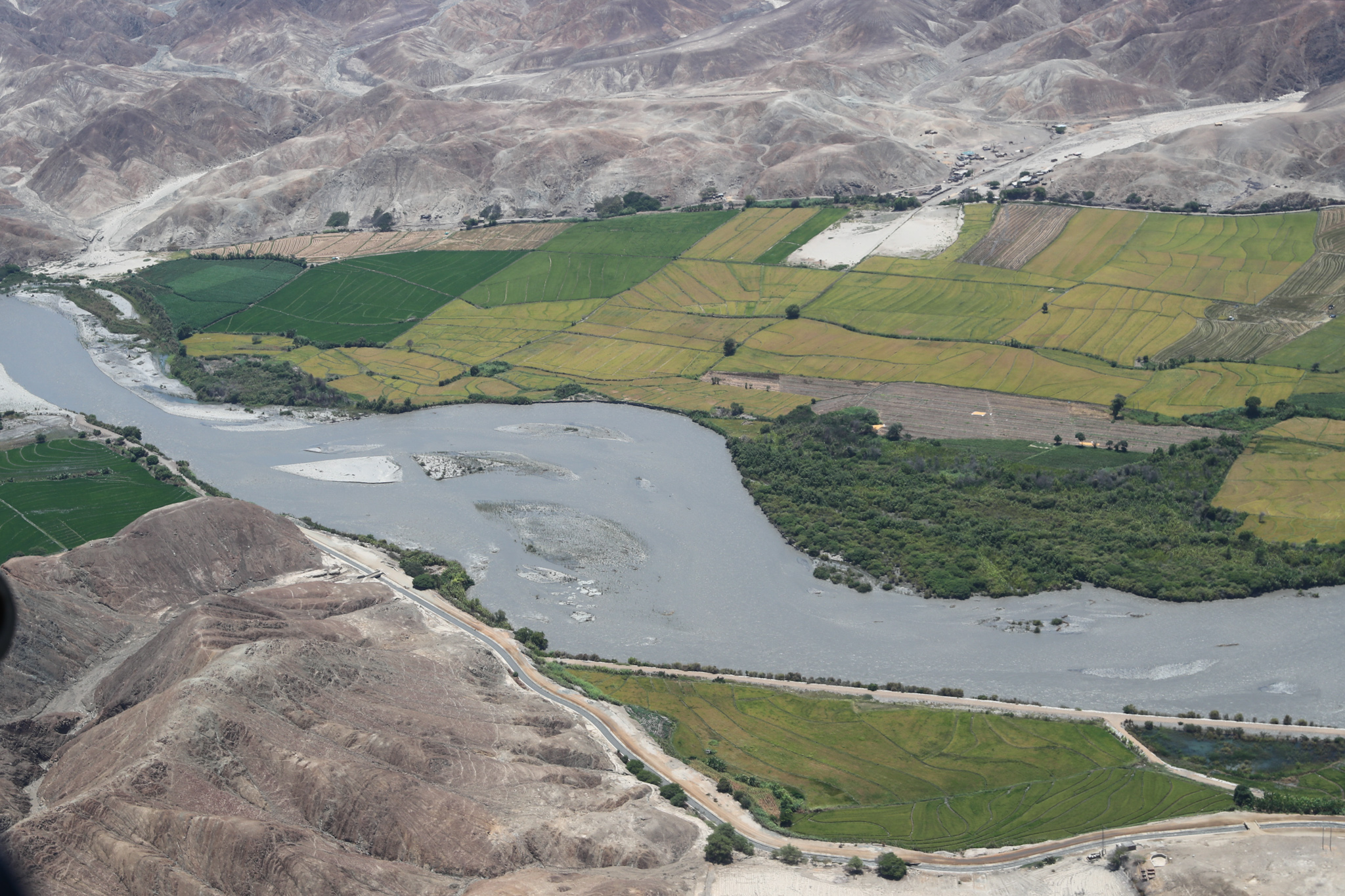

## Géographie
La province couvre une superficie de 3 214,54 km2. Elle est limitée au nord par la province de Trujillo, à l'est par la province de Julcán et la province de Santiago de Chuco, au sud par la région d'Ancash et à l'ouest par l'océan Pacifique.

## Population
La population de la province s'élevait à 67 775 habitants en 2005.

## Subdivisions
La province de Virú est divisée en trois districts :
- Chao
- Guadalupito
- Virú